# Cratere Riccioli

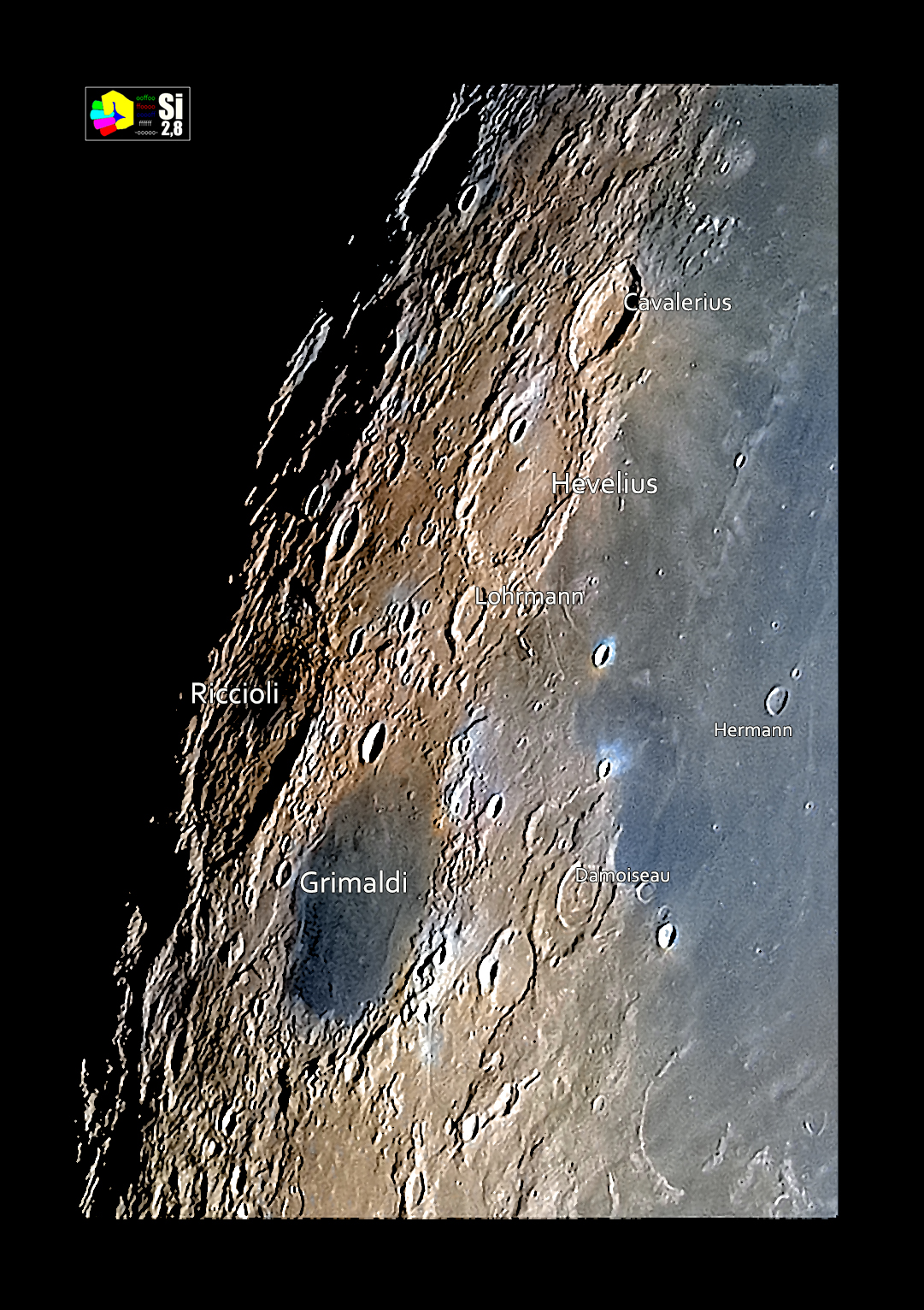
L'area del cratere in formato selenocromatico. Vedi anche:

Riccioli è un grande cratere lunare di 155,66 km situato nella parte sud-occidentale della faccia visibile della Luna.